# Référendum constitutionnel irlandais de 1959
Le référendum constitutionnel irlandais de 1959 a lieu le 17 juin 1959 afin de permettre à la population de l'Irlande de se prononcer sur l'adoption d'un amendement de sa Constitution visant à remplacer le système proportionnel d'élection des membres du Dáil Éireann par un système majoritaire uninominal à un tour.
Le projet est rejeté par un peu moins de 52 % des suffrages exprimés.

## Contexte
Adoptée par référendum en 1937, la Constitution de l'Irlande impose que les modifications qui lui sont faites soient votées par les deux chambres du parlement puis obligatoirement approuvée par référendum. L'article transitoire 51 permet cependant que des révisions soient effectués par les seuls votes des parlementaires pendant une période de transition qui s'étend de 1938 à 1941. Les deux premiers amendements sont ainsi votés en 1939 et 1941. Le troisième, concerné par ce référendum, est introduit en 1958, et par conséquent soumis au vote populaire.
Le Dáil Éireann - souvent abrégé en Dáil - est la chambre basse de l'Oireachtas, le Parlement bicaméral de l'Irlande. Il est composé de députés élus pour cinq ans au scrutin à vote unique transférable dans des circonscriptions électorales plurinominales. Le troisième amendement propose de remplacer ce système proportionnel par le scrutin uninominal majoritaire à un tour. La délimitation des nouvelles circonscriptions uninominales serait confiée à une commission constituée ad hoc, et non plus au Dáil Éireann.

## Résultats
| Choix                     | Votes     | %     |
| ------------------------- | --------- | ----- |
| Pour                      | 453 322   | 48,21 |
| Contre                    | 486 989   | 51,79 |
|                           |           |       |
| Votes valides             | 940 311   | 96,00 |
| Votes blancs et invalides | 39 220    | 4,00  |
| Total                     | 979 531   | 100   |
| Abstention                | 698 919   | 41,64 |
| Inscrits/Participation    | 1 678 450 | 58,36 |

| Votes Pour (48,21 %) |  |  | Votes Contre (51,79 %) |
| ▲                    |  |  |                        |
| Majorité absolue     |  |  |                        |